# Anthony McAuliffe
Anthony Clement McAuliffe (2 de julio de 1898 - 11 de agosto de 1975) fue un general del Ejército de los Estados Unidos, encargado de dirigir la defensa de la 101.ª División Aerotransportada, de las tropas alemanas durante la batalla de Bastogne, Bélgica, mientras tenía lugar la batalla de las Ardenas en la Segunda Guerra Mundial. Es famoso por su sola palabra de respuesta al ultimátum que le exigía Alemania: "Nuts!" (vulgarmente en inglés: "pelotas").

## Historia
Nacido en Washington D. C., el 2 de julio de 1898, McAuliffe fue estudiante en la Universidad de West Virginia 1916-17, y se graduó en West Point, en noviembre de 1918. Siendo teniente en 1918, llegó a general de cuatro estrellas en 1955.

## Segunda Guerra Mundial
Siendo general brigadier, McAuliffe actuó como comandante de la División de Artillería de la 101.ª División Aerotransportada, cuando la 101.ª de paracaidistas entró en Normandía el día D y cuando entró en Holanda durante la Operación Market Garden en un planeador. En diciembre de 1944, cuando el ejército alemán inició su ofensiva sorpresa, el general Maxwell D. Taylor fue el comandante de la 101.ª División Aerotransportada.
En ausencia de Taylor, el mando de la 101.ª cayó en manos de McAuliffe. La 101.ª, en Bastoña, fue rodeada y puesta bajo asedio por una fuerza mucho más grande del ejército alemán bajo el mando del General Heinrich Freiherr von Lüttwitz, quien exigía que los norteamericanos se rindieran para evitar su aniquilación total. McAuliffe envía a Lüttwitz un mensaje con su ya famosa respuesta: "¡Nueces!". La 101.ª fue capaz de resistir el asalto alemán hasta que la 4.ª División Blindada llegó a proporcionar refuerzo. Por sus acciones en Bastogne, McAuliffe recibió la Cruz por Servicio Distinguido de manos del General Patton el 30 de diciembre de 1944, seguida más tarde por la Medalla por Servicio Distinguido del Ejército.

## Posguerra
Después de la batalla de las Ardenas, a McAuliffe se le dio el mando de su propia división, la 103.ª División de Infantería, del Séptimo Ejército de los Estados Unidos, la cual comandó de enero de 1945 hasta el 15 de julio de 1945.
Después de la guerra, McAuliffe ocupó numerosos cargos, entre ellos el de Jefe Oficial de Productos Químicos del Cuerpo de Ejército, y el G-1, Jefe de Personal del Ejército. Regresó a Europa como comandante del Séptimo Ejército en 1953, y el comandante en jefe del Ejército de los Estados Unidos en Europa en 1955. Fue ascendido a general de cuatro estrellas el 1 de marzo de 1955.

## Jubilación
En 1956 se retiró del ejército. Trabajó para la Corporación de American Cyanamid 1956-63. En American Cyanamid, fue vicepresidente de Personal. Inició un programa para enseñar a los empleados a mantener el contacto con los políticos locales. La compañía ahora exige que todos los directores de sucursal, al menos, se presenten a los políticos locales. McAuliffe también se desempeñó como presidente del Estado de Nueva York Comisión de Defensa Civil de 1960 a 1963.
Residió en Chevy Chase, Maryland, hasta su muerte el 11 de agosto de 1975, a la edad de 77 años, y está enterrado junto a su esposa, hijo e hija en el Cementerio Nacional de Arlington.

## "Nueces"
El 22 de diciembre de 1944, el general Heinrich Freiherr von Lüttwitz envió el siguiente ultimátum a Gen McAuliffe:

Para EE. UU. Comandante de la ciudad rodeada de Bastogne.

La fortuna de la guerra está cambiando. Esta vez las fuerzas de EE. UU. están cercadas en Bastogne están rodeados de fuertes divisiones blindadas alemanas. Más las unidades blindadas alemanas que han cruzado el río, cerca de Ortheuville, Marche y han llegado a San Humberto pasando por Hompre-Sibret-Tillet. Libramont que está en manos alemanas.
Solo hay una posibilidad de salvar la tropas de EE. UU. rodeadas, de la aniquilación total: que es la honorable entrega de la ciudad rodeada. Con el fin de pensar que en un plazo de dos horas se concederán a partir de la presentación de esta nota.
Si esta propuesta es rechazada, un Cuerpo alemán de Artillería y seis batallones pesados AA están listos para aniquilar a las tropas de los EE. UU. y cerca de Bastogne. La orden de disparar se dará inmediatamente después de esta a dos horas de plazo.
Todas las graves pérdidas civiles causadas por este fuego de artillería no se corresponden con la conocida humanidad americana.

El comandante alemán.

Según diversas cuentas de los presentes, cuando se le dijo a McAuliffe de la demanda de rendición alemana dijo "ah, Nueces" (en inglés (Nuts) es una expresión coloquial usada para referirse a los testículos o también para referirse a personas descerebradas). En español coloquial puede significar "Nueces", pero en el contexto del mensaje podría traducirse como "¡un huevo!"..
En una pérdida de una respuesta oficial, el teniente coronel Kinnard sugirió que su primera observación resumiera bien la situación, que fue acordada por los demás. La respuesta oficial: "Para el comandante alemán, ¡Nueces! Del Comandante americano" fue escrito a máquina y entregado por el coronel Harper y los Grandes Jones a la delegación alemana. Harper tuvo que explicar el significado de la expresión a los alemanes.